# Culeolus longipedunculatus
Culeolus longipedunculatus är en sjöpungsart som beskrevs av Vera Mikhaylovna Vinogradova 1970. Culeolus longipedunculatus ingår i släktet Culeolus och familjen lädermantlade sjöpungar. Inga underarter finns listade i Catalogue of Life.